# Краснистав
Краснистав (пољ. Krasnystaw) град је у Пољској у Војводству лублинском. По подацима из 2012. године број становника у месту је био 19 588.

## Становништво
| 2012.  |
| ------ |
| 19 588 |

## Партнерски градови
- Alvesta Municipality